# Gagliano Castelferrato
Gagliano Castelferrato (Agghianu in siciliano) è un comune italiano di 3 147 abitanti del libero consorzio comunale di Enna in Sicilia.

## Geografia fisica

### Territorio
Gagliano Castelferrato è situato nella parte settentrionale della provincia di Enna, in posizione lievemente arroccata su un declivio di un colle roccioso di tufo rispetto al fondovalle ad una altitudine collinare; il suo territorio confina a nord con Troina e Cerami, a nord-ovest con Nicosia, a ovest e a sud-ovest con Nissoria, a sud con Agira, a sud-est e a est con Regalbuto.

## Storia
Il centro fu fondato nel 1900 a.c. da Morgete Siculo (re dei Sicani) con il nome di Galaria; fu già abitato in epoca preistorica e citato da Diodoro Siculo fra le città che presero parte alle guerre (Assedio di Centuripe e Galaria) attuate da Agatocle, tiranno di Siracusa per la conquista dei governi oligarchici della Sicilia.
Da Gagliano passeranno diverse civiltà tra le quali Greci, Romani, Bizantini, Barbari e Musulmani. La venuta degli Arabi in Sicilia vide la popolazione galarina coinvolta in una epica battaglia nell’anno 858 d.c. L’assedio durò circa due mesi. I musulmani guidati da Abbas strinsero d’assedio il Castello. Alla fine l'inevitabile caduta del Castello in mano straniera lo portò a una fase di declino fino alla venuta dei Normanni in Sicilia. Re Ruggero conquistato il castello lo consegnò a coloro che avevano militato e combattuto sotto le sue insegne. Gagliano così assume il titolo di Baronia, Contea, Principato, Viscontea e perfino di Vicaria. Dalle buone condizioni del dominio dei Normanni la Sicilia passò agli Svevi, durante questo periodo Gagliano fu concesso a Riccardo Fulgone Dal Poggio, per gli importanti servigi resi a Federico II.  Nel 1268 in Sicilia iniziò la dominazione Agioina fino alla ribellione del Vespro del 1282 che portò al trono di Sicilia Pietro D’Aragona.
Montaneiro Sosa, barone, dal 1292 fu feudatario di Gagliano, nonché padrone dell'antico Castello . Montaneiro passò inoltre alla storia per il cosiddetto "Fatto di Gagliano", in cui, con un gioco di astuzie, riuscì ad attirare in una trappola l'esercito francese che subì una pesante sconfitta, ed è più volte indicato nelle fonti narrative come familiare dei reali di Aragona, essendo in effetti un familiare fedelissimo di Re Federico III di Sicilia (o di Trinacria), celebrato da Dante Alighieri nella Divina Commedia come "l'onor di Cicilia e d'Aragona". Nel febbraio del 1300 venne promesso, con un tranello, agli Angioini il castello di Gagliano. Trecento cavalieri abbandonarono Catania per andare a prendere possesso dell’importante castello dove invece trovarono l’esercito siciliano che li sconfisse infliggendo una durissima perdita alle truppe nemiche che tenevano Catania.
Vi fu un momento in cui si temette che l’isola sarebbe ricaduta sotto la dominazione angioina, se non fosse stato per quella memorabile battaglia di Gagliano, avvenuta nel febbraio del 1300, che avvilì e segnò la definitiva sconfitta dei francesi. Fu proprio da Gagliano che partì il segnale d’allarme per la ricacciata totale dalla Sicilia del nemico.
Subito dopo la celebre battaglia menzionata, un’altra pagina di storia locale si apre con il soggiorno del più illustre ed benemerita personalità del tempo, lustro e decoro della Sicilia, Re Federico III.
Fu il castello di Gagliano, forte ed inespugnabile, ricco e sontuoso, arieggiato e spazioso, la dimora accogliente, scelto ed adatto ad ospitare il re in persona con tutta la sua corte e il suo seguito.
Tra il 1300 e il 1356, i legittimi eredi sul trono di Gagliano furono: Pietro e Ludovico, per poi passare nelle mani della famiglia Tedeschi. Subito dopo fu nominata con titolo di Signora di Gagliano Eufemia d'Aragona sorella reggente del giovane Re Federico IV d’Aragona re di Sicilia e successivamente di Trinacria. In diversi momenti il Castello di Gagliano fu per loro dimora accogliente e sicura. In seguito alla sua morte, fu nel 1359 Bernardo Spadafora ad occupare il castello.
A causa di una dominazione poco accetta, nel 1392 furono, prima Perio Sancio di Calataiudo e poi Roberto detto Miles, ad occupare il Castello con la forza. Questo ultimo tenne il Castello fino al 1419 epoca in cui fu attaccato e poi sconfitto da Almirante Sancio Ruiz de Liborio. Nel 1455 questo ultimo vendette il Castello e le terre di Gagliano a Ludovico de Periglios.
La dominazione dei Periglios fu abbastanza lunga e piena di avvenimenti. Fu poi don Almerico Centelles nel 1515 a sancire la fine dei Periglios. Dal 1629 al 1689 Gagliano fu dominata da Gregorio Castello. Lui stesso nel 1666 fu il primo a ricevere il titolo di "Principe di Gagliano".
Il suo erede fu il primogenito Ferdinando Castello. La dinastia dei Castello finì nel 1743. La dominazione continuò prima con don Gabriele e poi con don Carlo Girolamo Lancillotto Castello. Nel 1750 la terra di Gagliano fu venduta ad Alvaro Villadicani, che la possedette fino al 1809. Da qui riprende la successione dei Lancillotto Castelli, con il primogenito don Vincenzo Castelli che fu investito il 30 marzo 1809.
Una delle pagine storiche più espressive che visse Gagliano fu quella del 27 ottobre 1962. Qui ebbe luogo l'ultimo discorso del presidente dell'Eni Enrico Mattei, per celebrare l'inizio dell'attività di estrazione del gas. Al rientro a Milano il suo aereo precipitò, provocandone la morte.

## Monumenti e luoghi d'interesse

### Rocca
Il monumento che maggiormente caratterizza il panorama è la "rocca", un castello scavato nella roccia. Vito Amico lo descriveva così: "Antico paese sotto dirupata e scoscesa rupe, sovrapposto a declive altura, rivolta a Scirocco, da ogni dove ricinto da colline; le viscere poi della rupe da ferro incavate presentansi in forma di fortezza che sebbene attualmente sia involta in ruine conserva non oscure vestigia di antica magnificenza, e decentissime abitazioni appresta pel Barone con oratorio, da poco tempo formate. Derivasi come appare dai ruderi, aver compreso un tempo la medesima rocca cinque torri, dodici fosse e cisterne, diciassette spelonche da congresso, trenta aule e più, nella maggior parte nel vivo sasso incavate."

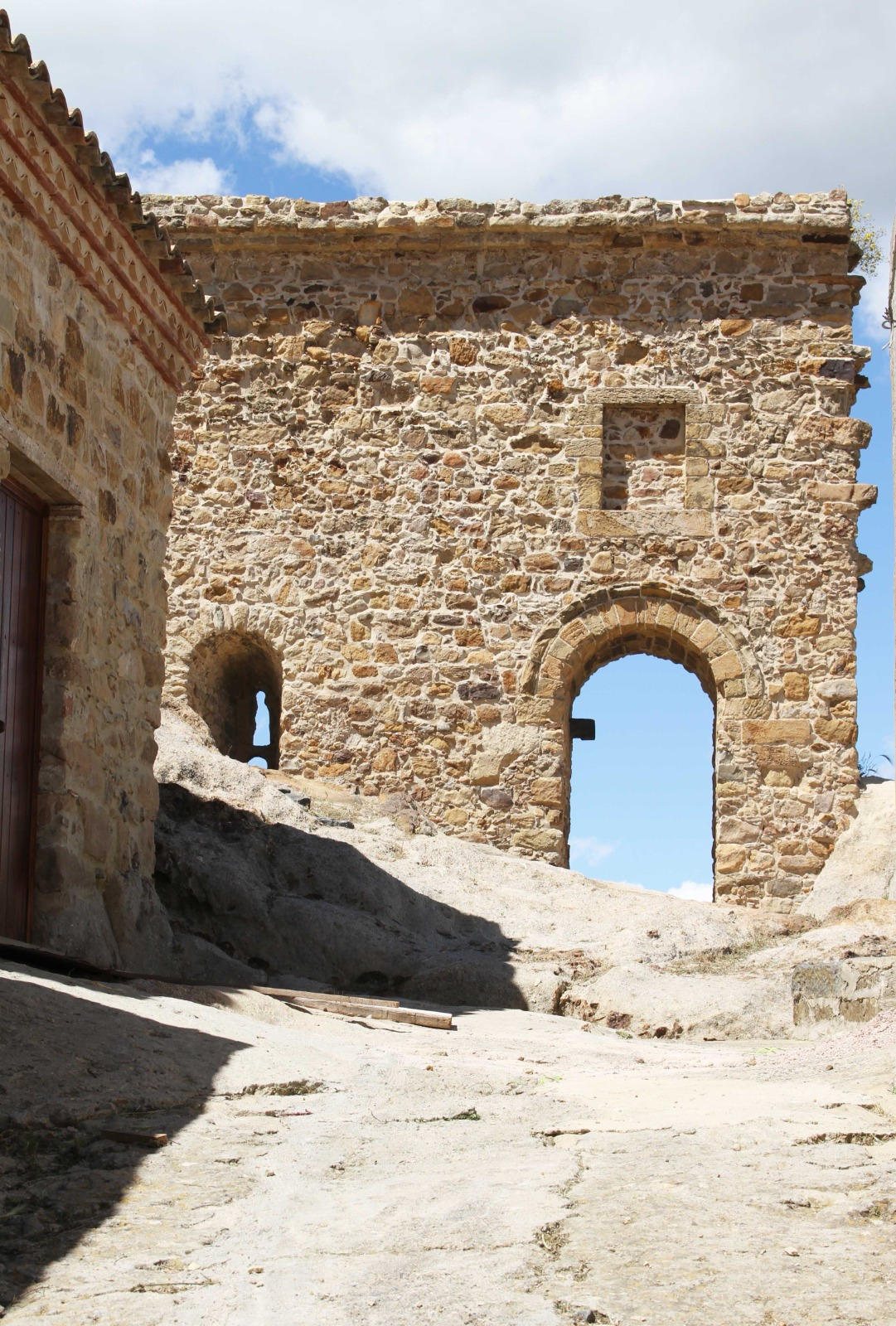
Per accedere alla rocca si passa vicino alla "porta falsa".

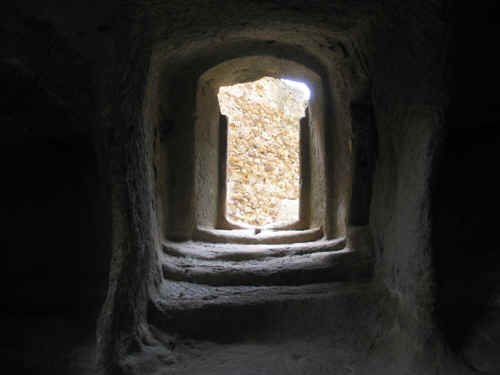
Particolare di una porta di accesso ad un ambiente ipogeo interno alla rocca.

### Chiesa di Santa Maria delle Grazie

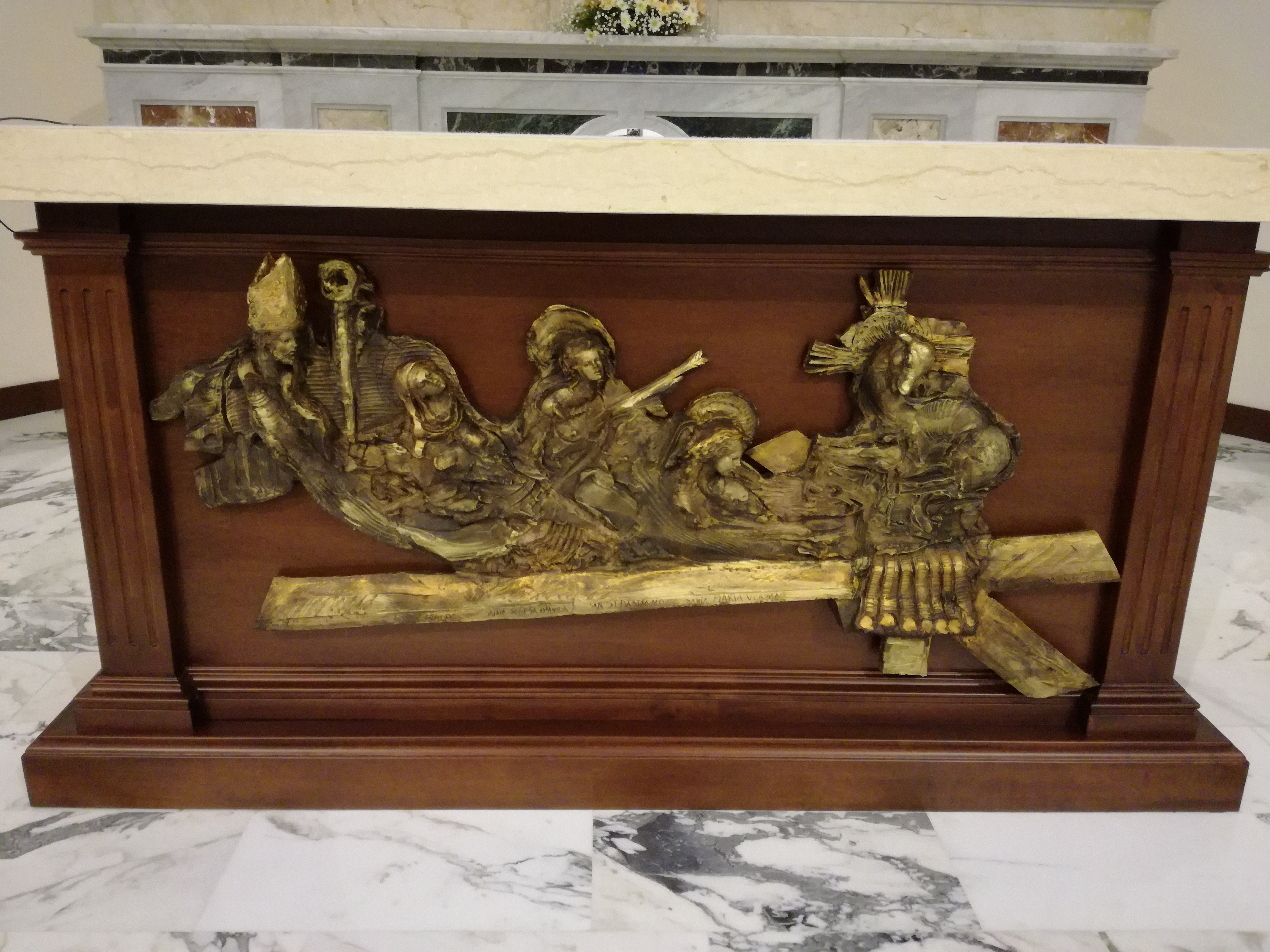
Altare della chiesa Santa Maria delle Grazie con bassorilievo in bronzo, opera inedita dell'Artista Dino Cunsolo.

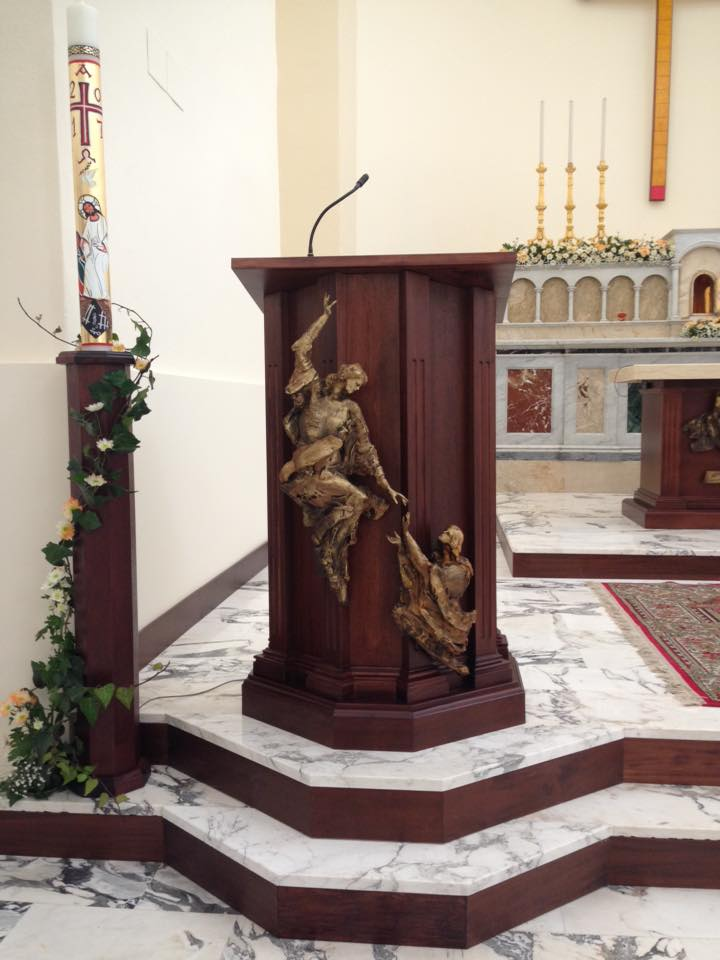
Ambone della chiesa Santa Maria delle Grazie. La scultura in bronzo raffigura la scena "noli me tangere", l'incontro tra Cristo risorto e santa Maria Maddalena. L'opera è dell'artista Dino Cunsolo.

La chiesa che vediamo oggi è stata edificata negli anni '50 sulle rovine della precedente struttura seicentesca minata durante la seconda guerra mondiale. Nelle pareti laterali troviamo le statue di San Giuseppe, Sacro Cuore, Madonna delle grazie e Gesù Infante. L'unica cappella nella chiesa è dedicata alla Madonna del Rosario. La statua della Madonna del Rosario è una delle poche cose che furono salvate dalla chiesa prima che venisse minata il 30 luglio del 1943. Di interesse artistico è anche il bassorilievo in argento raffigurante il Buon Pastore, anch'esso scampato al crollo della chiesa, è oggi incastonato nella porta del Tabernacolo sul presbiterio. Dal 2017 la chiesa è dotata di un nuovo ambone e di un nuovo altare entrambe opere uniche dell'artista Dino Cunsolo. L'ambone raffigura l'incontro tra Cristo risorto e la Maddalena nella famosa scena di "noli me tangere". L'altare raffigura i santi legati alla storia di questa chiesa: San Cataldo vescovo e patrono di Gagliano Castelferrato, santa Teresa d'Avila riformatrice dell'ordine carmelitano il cui convento era annesso alla chiesa, san Sebastiano martire la cui statua fu per anni presso un altare laterale e santa Maria delle grazie titolare della chiesa. Questi santi, in cammino sulla strada della Croce di Cristo, guardano verso l'Agnello adagiato sul libro con i sette sigilli.
Cenni storici: Costruita nel 1575, originariamente era la chiesa dell'attiguo monastero di clausura delle Carmelitane. Di stile barocco, conservava molte opere d'arte di pregevole fattura, e vi si trovavano quattro altari: il primo di santa Teresa, il secondo della Madonna del Rosario, il terzo della Passione di Gesù ed il quarto della Sacra Famiglia. Alla sommità del campanile, inoltre, si trovava una guglia. La chiesa è stata minata dall'esercito tedesco in ritirata il 30 luglio 1943. Per volontà dell'Arciprete Giuseppe Grippaldi fu ricostruita e consacrata in 22 luglio 1956. Il 30 aprile del 1996 la chiesa viene riaperta al culto dopo il completamento dei lavori voluti dal Sac. Vito Bottitta che hanno interessato la costruzione del campanile e del rifacimento tel tetto e del solaio. Il 25 febbraio 2017 viene solennemente benedetto il nuovo altare, la sede e l'ambone voluti dal Sac. Pietro Antonio Ruggiero.

### Chiesa di Santa Maria di Gesù
La chiesa e il convento annesso furono fatti costruire intorno al 1658 per volontà del principe Ferdinando Lancillotto Castelli. All'esterno spicca la via Crucis con le formelle ad opera dell'Artista Dino Cunsolo. La chiesa si presenta ad unica navata,  con coro posto su un livello differente rispetto al resto della chiesa. Colpisce, entrando, la maestosità della tela raffigurante Maria coronata da angeli, e ammirata dai santi Francesco, Cataldo, Maurizio e Chiara. Di rilievo è la custodia di respiro settecentesco posta al centro del presbiterio. 

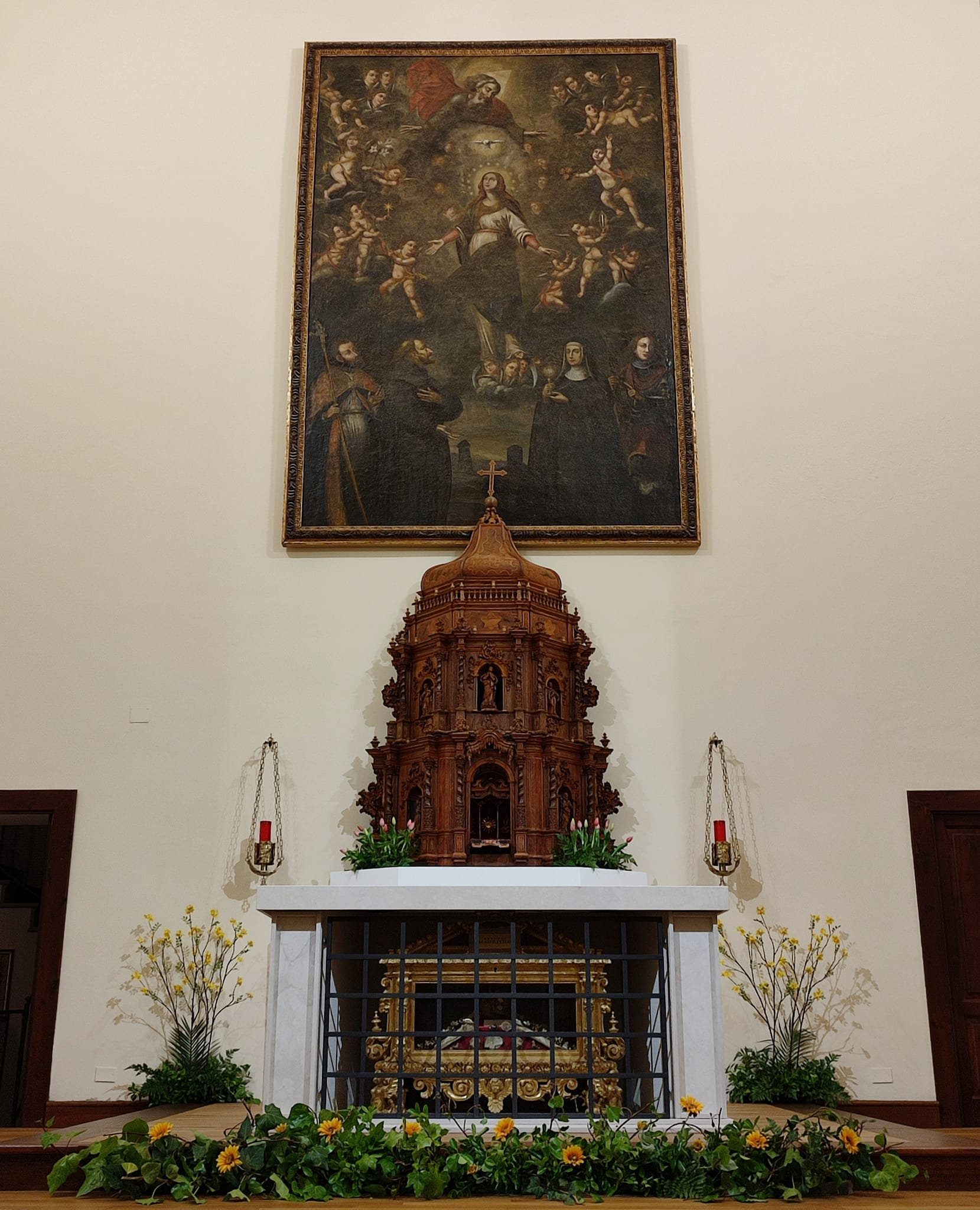
Altare di Santa Maria di Gesù. Mensa con l'urna di San Maurizio Martire, ciborio del settecento e tela con Santa Maria degli angeli.

Nelle pareti laterali sono stati costruiti altri altari, partendo da sinistra troviamo la tela di San Pasquale Baylon.  A seguire un Crocefisso attribuibile alla scuola del Beato Umile da Petralia, contornato da affreschi. Conclude l'altare con la statua di San Maurizio. Nel livello superiore spiccano le tele di San Leonardo da Porto Maurizio ideatore della via Crucis e di santa Geltrude Comensoli fondatrice delle suore sacramentine di Bergamo. Sul lato destro troviamo l'affresco di Sant'Isidoro Agricola e la tela di San Cataldo che affida alla Madonna il paese di Gagliano Castelferrato. Segue la statua in marmo della Madonna di Gesù di scuola gaginesca, con affreschi a contorno. Conclude l'altare di Sant'Antonio da Padova. Nel livello superiore si trovano le tele di San Felice da Nicosia e del Beato Carlo Acutis.  

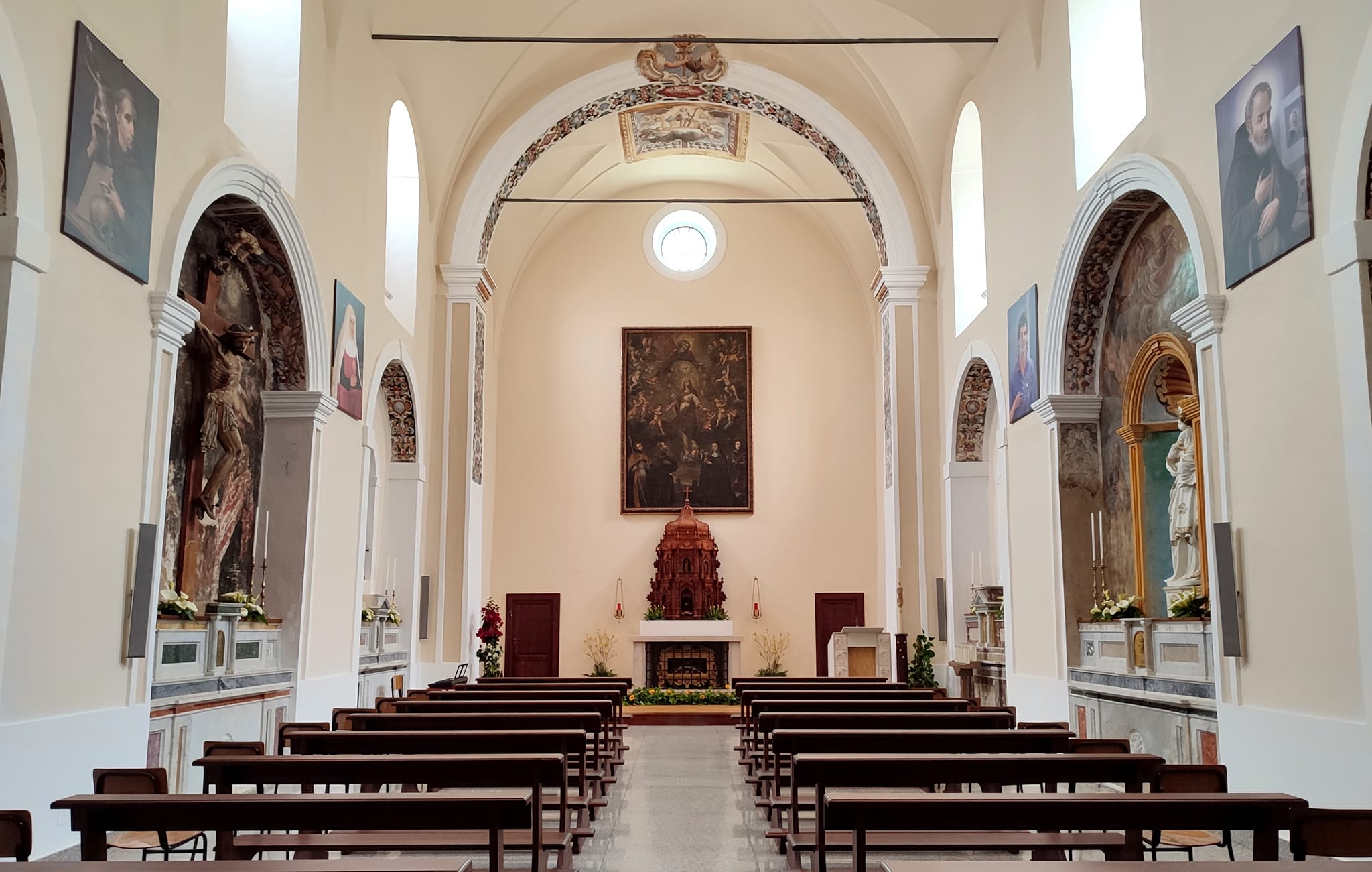
Chiesa di Santa Maria di Gesù.

Sull'altare si trovano le reliquie di San Maurizio martire. Nell'ambone, raffigurante il Sepolcro vuoto, troviamo le scene di vita dei Santi Francesco d'Assisi e Antonio da Padova opera dell'artista Dino Cunsolo. Si accede al coro ligneo da una galleria artistica al secondo piano che conduce anche nella stanza del capitolo che ospita la biblioteca francescana. Il nuovo adeguamento liturgico voluto dal Sac. Pietro Antonio Ruggero e progettato dall'Arch. Nicola Di Gesu è stato benedetto il 21 aprile 2022. 

### Chiesa di Sant'Agostino
La chiesa di Sant'Agostino fu probabilmente edificata al posto di un refettorio dedicato a San Giovanni Battista. Fino al dopoguerra era anche dotata di campanile e convento, poi demoliti perché pericolanti.
Sull'altare troviamo una tela del seicento che raffigura Sant'Agostino e Santa Monica che ricevono la cintura dell'ordine dalle mani della Madonna. Negli altari laterali ci sono altre due tele, una raffigura San Giovanni Evangelista rapito in estasi durante la visione dell'apocalisse, e l'altra riporta San Tommaso da Villanova raffigurato del gesto di distribuire elemosina ai poveri. Nella chiesa proviamo anche la preziosa statua di San Giovanni Battista attribuita al Li Volsi da Nicosia, e la cinquecentesca statua di Santa Maria Maddalena. Di elevato valore devozionale sono anche i simulacri della Madonna Addolorata (ottocento) e di Santa Rita da Cascia (prima metà del novecento). Completano la nostra panoramica un Crocefisso e l'ormai celata statua di San Nicola da Tolentino.

### Chiesa di San Giuseppe
La chiesa di San Giuseppe fu fatta costruire nel 1630 dal sacerdote Pietro Leto, come si rileva da un'iscrizione incisa su una pietra posta sul frontespizio del portale d'ingresso.
Nel suo esterno, l'edificio si presenta in uno stile semplice e sobrio, mentre il suo interno, costituito da un'unica navata, è arricchito da alcuni elementi decorativi come cornici e stucchi che gli danno un afflato, per certi versi, baroccheggiante.
Particolarmente rilevante è la policromia delle pareti e degli archi caratterizzata dall'azzurro, dall'ocra e dal rosa che sono emersi da qualche anno a questa parte dopo alcuni lavori di pulitura.
Colpisce per la bellezza e per l'originalità la custodia lignea decorata in oro, collocata sull'altare così come la tela rappresentante la natività posta sul presbiterio.
Altre opere prominenti sono il crocifisso ligneo, situato sulla parete sinistra, il gruppo scultoreo della Sacra Famiglia e la statua della Madonna del Carmelo, posta sul lato destro. Le pareti laterali sono parimenti arricchite da tele considerevoli sia per la bellezza sia per particolarità decorativa delle cornici; alcune hanno anche un grande valore storico poiché originariamente appartenevano ad alcune chiese (Sant'Antonio Abate e Santa Maria Lo Piano, oggi diroccate) e ne testimoniano l'esistenza e il valore.

## Società

### Evoluzione demografica
Abitanti censiti

## Amministrazione
Di seguito è presentata una tabella relativa alle amministrazioni che si sono succedute in questo comune.
| Periodo        | Periodo        | Primo cittadino         | Partito                        | Carica  | Note  |
| -------------- | -------------- | ----------------------- | ------------------------------ | ------- | ----- |
| 24 maggio 1986 | 24 maggio 1990 | Salvatore Lo Giudice    | Democrazia Cristiana           | Sindaco | [ 6 ] |
| 22 giugno 1990 | 13 giugno 1994 | Giuseppe L'episcopo     | Partito Socialista Italiano    | Sindaco | [ 6 ] |
| 15 luglio 1994 | 25 maggio 1998 | Giuseppe L'episcopo     | Partito Socialista Italiano    | Sindaco | [ 6 ] |
| 25 maggio 1998 | 27 maggio 2003 | Placido Zingale         | lista civica                   | Sindaco | [ 6 ] |
| 27 maggio 2003 | 17 giugno 2008 | Salvatore Prinzi        | lista civica                   | Sindaco | [ 6 ] |
| 17 giugno 2008 | 11 giugno 2013 | Salvatore Prinzi        | lista civica                   | Sindaco | [ 6 ] |
| 11 giugno 2013 | 11 giugno 2018 | Salvatore Zappulla      | lista civica Cambiamo Gagliano | Sindaco | [ 6 ] |
| 11 giugno 2018 | 12 giugno 2023 | Salvatore Zappulla      | lista civica Cambiamo Gagliano | Sindaco | [ 6 ] |
| 12 giugno 2023 | in carica      | Vincenzo Giuseppe Baldi | lista civica Cambiamo Gagliano | Sindaco | [ 6 ] |

## Galleria d'immagini

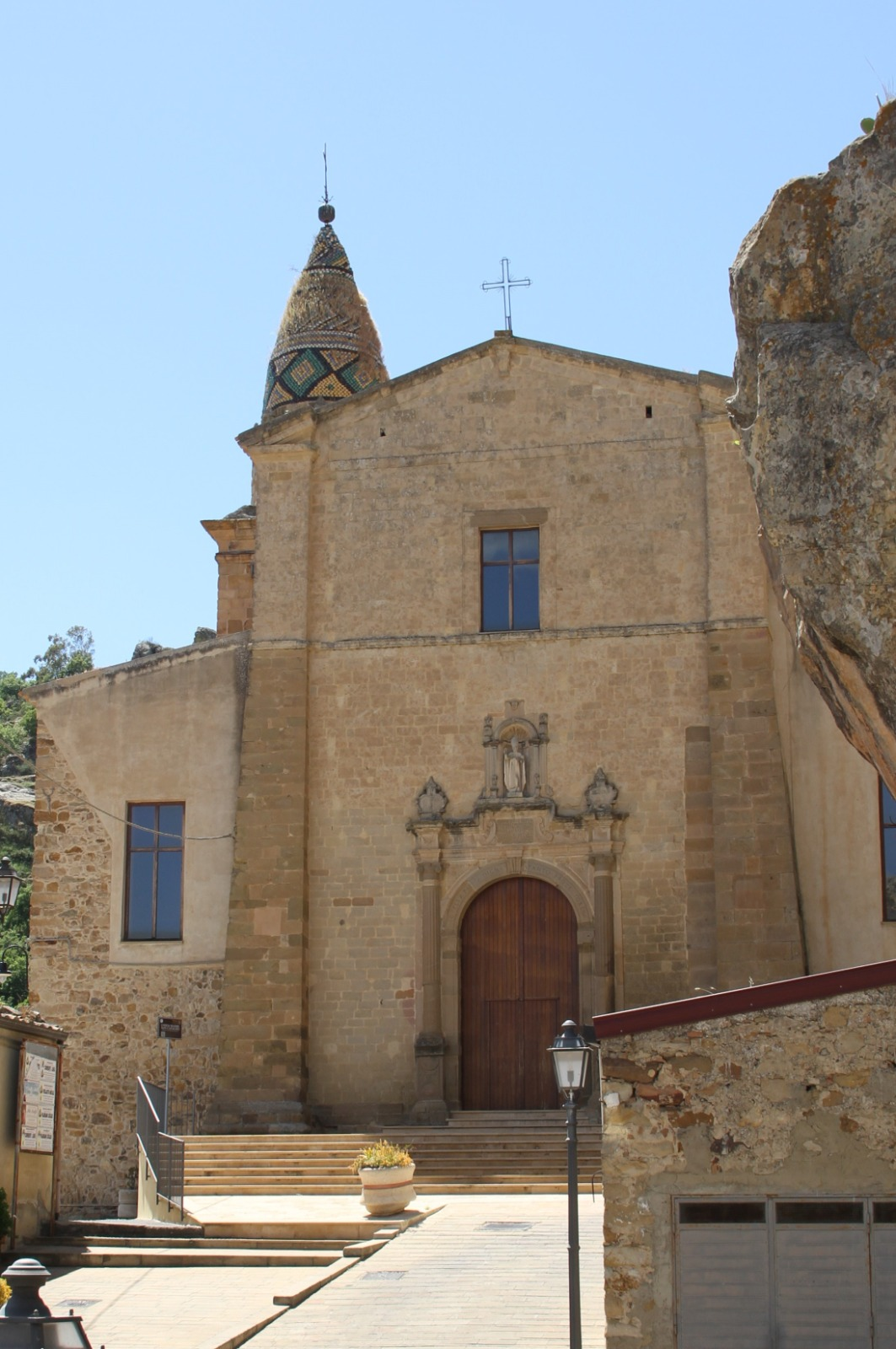

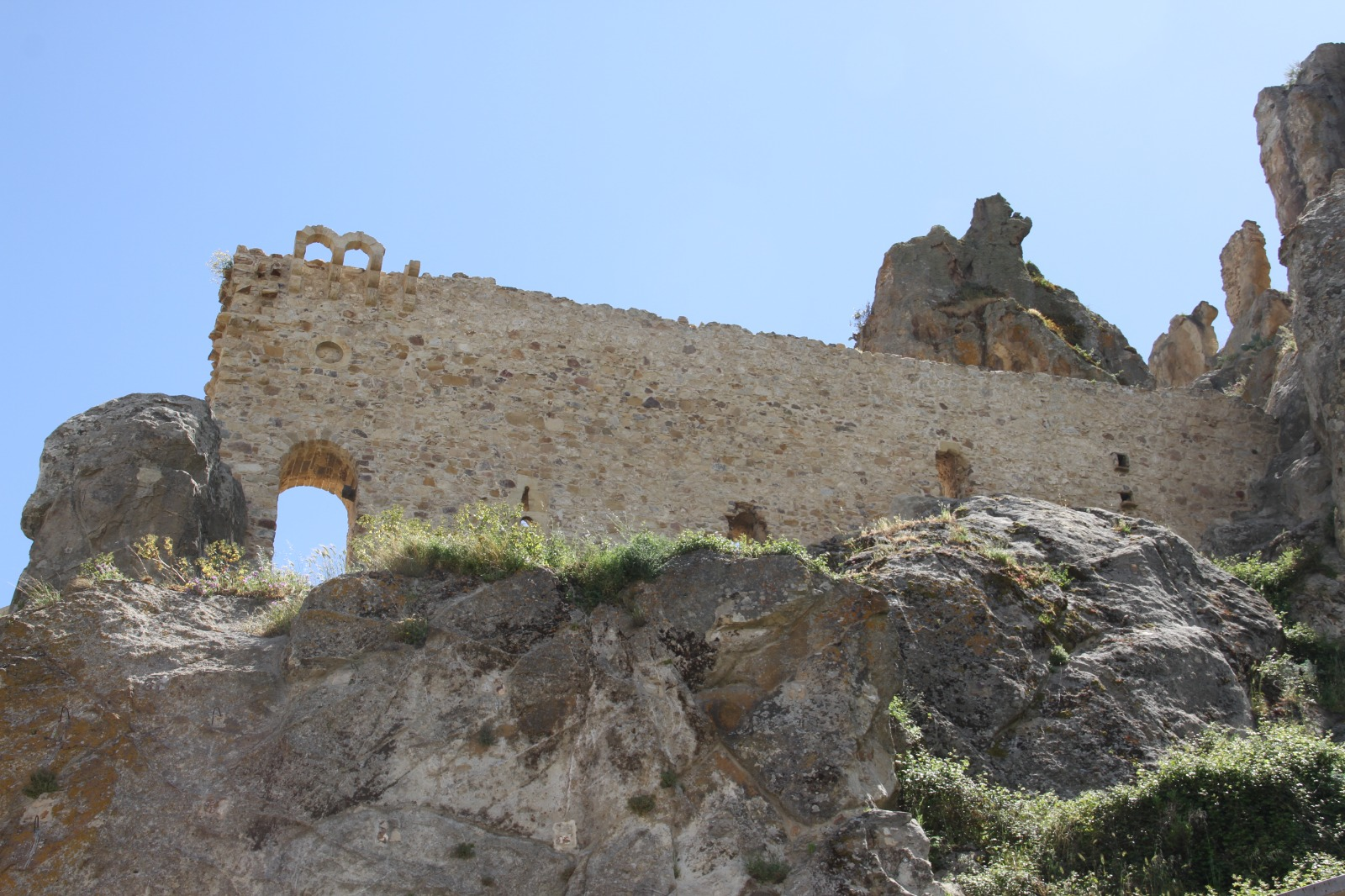

### Gemellaggi
- San Marco d'Alunzio, dal 2011